# Horacio Losito
Horacio Losito (Buenos Aires, Argentina; 3 de agosto de 1951) es un exmilitar dado de baja del Ejército Argentino, veterano de la guerra de Malvinas, herido en combate y condecorado por su actuación. Losito fue Interventor en el Poder Legislativo en Corrientes. Fue agregado militar en la embajada argentina en Roma pero en 2003 fue puesto a disponibilidad. Está condenado a prisión perpetua por su participación en la Masacre de Margarita Belén y en acciones ilegales del ex Regimiento de Infantería n.º. 9 de Corrientes, debido a delitos calificados por la justicia argentina, como de lesa humanidad que cometió en 1976 durante el Proceso de Reorganización Nacional. Las condenas fueron impuestas por los Tribunales Orales de Corrientes y Chaco en 2008 y 2011. En 2020, le otorgaron prisión domiciliaria, donde debía cumplir 25 años de condena.

## Inicios de su carrera militar
A sus 12 años, Horacio Losito ingresó al Liceo Militar General San Martín y luego al Colegio Militar de la Nación, egresó como subteniente del arma de infantería en 1972. 
Durante la década del 1970, Losito fue uno de los militares argentinos que hizo el curso de comando, mediante el cual los soldados de carrera se preparaban para luchar como tropas especiales. Este curso sería muy importante en la posterior carrera de Losito.

## Acción en Malvinas
En 1982, Losito fue enviado a la guerra de las Malvinas. El Equipo Especial Halcón 8 fue enviado a la lucha con el nuevo nombre de Compañía de Comandos 601. Luego fue organizada la Compañía 602, a la cual convocaron a militares que habían realizado el curso de comandos. Losito, con el rango de teniente primero, prestaba servicio en el Regimiento de Infantería 11 de Tupungato (Mendoza) cuando fue convocado a la guerra, el 22 de mayo de 1982. Fue nombrado segundo jefe de la primera sección.
La Compañía de Comandos 602 llegó a la isla el 26 de mayo de 1982 y el 28 de mayo su sección fue enviada a su primera y última misión, que consistió en infiltrarse en territorio enemigo y destruir la retaguardia. La sección partió en helicópteros en la madrugada del 29 de mayo y tomó tierra en Monte Simons, sin saber que a tan sólo 15 km se encontraba el puesto de comando del general Thompson, comandante de la Tercera Brigada de Comandos del Reino Unido.
Luego de una incesante marcha, con el frío polar de la Isla, los comandos se encontraron con el arroyo Malo. Era de noche y el frío era abrumante, tan es así que no sobrevivirían a la intemperie. Debido a esas inclemencias, los comandos debieron optar por dormir en una casa, de madera, un puesto ovejero. En ese lugar se desataría el combate de Top Malo House (Casa al tope del arroyo Malo), uno de los combates más feroces de la guerra y en la cual se condecoraría a gran cantidad de soldados.
Fuerzas de elite británicas con órdenes de aniquilar al enemigo atacaron con todo tipo de armamento a la casa. El teniente primero (post mortem) Espinosa, que se encontraba de guardia en la parte superior de la casa cuando se desató el ataque, abrió fuego y logró atraer las balas enemigas hacia él, para que el resto pudiera salir. Eso le costó la vida. Losito, antes de poder salir es alcanzado por una esquirla de cohete antitanque que lo hirió en la cabeza. Pese al intenso combate, logró replegarse hacia una posición elevada. En ese trayecto una bala de fusil FAL le alcanzó la pierna izquierda, hiriéndolo de consideración. Continuó el combate, aún luego de que el jefe de la patrulla decidió rendirse. El fuego del entonces teniente primero Losito cesó solo cuando se desvaneció a causa de la pérdida de sangre. Fue atendido por los británicos y se convirtió en prisionero de guerra durante un mes. En esa ocasión el doctor Rick Jolly, jefe del personal médico inglés, sanó las heridas de Losito.

## Después de la guerra
Losito participó de las rebeliones carapintadas de 1987, fue detenido y dado de baja hasta que fue indultado por Carlos Menem con el cambio de gobierno. Durante el primer mandato de Menem fue reincorporado y ocupó importantes puestos en el Ejército, entre ellos el de jefe del Regimiento de Infantería Mecanizado 6 «General Viamonte» y jefe de Observadores Militares en la MOMEP durante el conflicto Ecuador-Perú. 
Sirvió como agregado militar y de Defensa en la Embajada Argentina en la República de Italia. Es oficial de Estado Mayor, comando, instructor de comando, paracaidista y ostenta el título de licenciado en Estrategia y Organización.

## Juicio por violación de los derechos humanos
En junio de 2003 un juez federal (Carlos Skidelsky) ordenó el arresto de Losito y otros nueve militares, acusados de participar en la Masacre de Margarita Belén, de diciembre de 1976. Losito, que se desempeñaba como agregado militar en la embajada argentina en Roma, volvió a su país y permaneció detenido un mes tras el cual fue liberado mientras se sustanciaba un conflicto de competencia entre jueces y regresó a su cargo diplomático. A raíz de denuncias de organismos de derechos humanos y familiares de desaparecidos, en octubre de ese año el presidente Néstor Kirchner le ordenó dejar el cargo y regresar a Argentina.
A comienzos de 2008 dio comienzo el juicio en la causan caratulada «Nicolaides y otros», que finalizó en agosto con la condena de la mayoría de los acusados. Losito se declaró inocente, argumentando que los hechos por los que se lo acusaba estaban teñidos de ambigüedad, que las pruebas en su contra no eran sustanciosas, que la acusación estaba viciada de nulidad absoluta por no ser clara, precisa y circunstanciada conforme a la ley vigente, que los testigos eran abarcados por las generales de la ley en virtud de tener un interés manifiesto en el resultado del proceso, por haber cobrado abultadas sumas de indemnización, que la identificación de su persona era opuesta a su aspecto físico (lo identificaron como bajito rubio de ojos claros); y declaró que en esa época él era un oficial subalterno sin capacidad de mando. Uno de los abogados de los militares repitió la versión que había dado el Ejército en el sentido de que varios de los Montoneros detenidos fueron muertos en un enfrentamiento con guerrilleros enviados para rescatarlos. El Tribunal consideró probado que los prisioneros habían sido golpeados con brutalidad antes de ser subidos a los vehículos y que el estado en que se encontraban, así el estar atados, tornaban imposible la versión del intento de fuga. Losito fue condenado a 25 años de prisión por sentencia que no se encuentra firme y quedó detenido, primero en el cuartel de la Base de Apoyo Logístico de la Liguria, después en la Unidad penitenciaria 7 (U7) de Resistencia y, en agosto de 2008, en una cárcel común en Campo de Mayo. El hecho imputado en la condena sucedió el 13 de diciembre de 1976 en un monte de la localidad de Margarita Belén, a unos 20 kilómetros de Resistencia, Chaco. Los sobrevivientes declararon que Losito participó en allanamientos e interrogatorios bajo tortura.
Losito fue condenado a prisión perpetua por ser considerado coautor penalmente responsable del delito de homicidio agravado por alevosía y por el número de partícipes (once hechos en concurso ideal entre sí); y de privación ilegítima de la libertad agravada por haber sido cometido con el uso de violencia y por el transcurso del tiempo (cuatro hechos en concurso ideal entre sí) todos los que a su vez concurren materialmente e inhabilitación absoluta perpetua con más las accesorias legales y costas. Quedó recluido en la Unidad 34 de Campo de Mayo.
En abril de 2020, el Tribunal Federal de Resistencia le concedió el beneficio de la prisión domiciliaria debido a la pandemia de coronavirus.

## Condecoraciones
Durante la movilización de las Fuerzas Armadas, con motivo de los conflictos con Chile, en 1978, el entonces teniente Losito, fue enviado a Río Turbio, provincia de Santa Cruz. Por eso fue distinguido con una «mención especial» por el Comandante del Sector Río Turbio.
Durante el conflicto en Malvinas recibió las siguientes condecoraciones por su actuación : "Del Congreso a la Campaña de Malvinas", "Herido en Combate" y al "Mérito Militar" (máximo reconocimiento que recibe un militar por una situación de combate).
En febrero de 2024, a tres meses de salir de prisión, en el Regimiento de Infantería de Monte 30, de Misiones, fue recibido al grito de “¡atención! Un veterano de guerra de Malvinas” y tratado como “coronel”. Le pidieron que “toque la campana para que todo el Regimiento se entere que usted ha ingresado y, una segunda vez, por nuestros héroes que quedaron en Malvinas”.